# Marco Da Silva
Pour les articles homonymes, voir Silva.
Marco Da Silva, né le 10 avril 1992 à Compiègne, est un footballeur français et portugais. Il évolue jusqu'en 2015 au poste de milieu de terrain au Valenciennes FC, son club formateur avant de s'envoler pour le championnat de Slovénie, d'abord au NK Krško, puis au NK Domžale.

## Biographie
Marco Da Silva fait ses débuts professionnels à Valenciennes, où il hérite du numéro 26 de Renaud Cohade, parti à Saint-Etienne. Il marque son premier et seul but avec VA contre le Stade Rennais lors de la saison 2013-2014.
L'année suivante, le club est rétrogradé en L2. Marco Da Silva, blessé au genou juste avant le début du championnat, ne disputera aucun match. Son contrat s'achevant en juin 2015, il se retrouve sans club.
Il s'est remis de sa blessure et joue actuellement au SAFC (Saint Amand football club) en nationale 3 depuis le 10 aout 2021  en tant que milieu central ou milieu défensif.

## Statistiques
| Saison                | Club                  | Championnat           | Championnat | Championnat | Coupe nationale | Coupe nationale | Coupe de la Ligue | Coupe de la Ligue | Total | Total |
| Saison                | Club                  | Division              | M.          | B.          | M.              | B.              | M.                | B.                | M.    | B.    |
| 2011-2012             | Valenciennes FC       | Ligue 1               | 1           | 0           | 0               | 0               | 1                 | 0                 | 2     | 0     |
| 2012-2013             | Valenciennes FC       | Ligue 1               | 3           | 0           | 1               | 0               | 1                 | 0                 | 5     | 0     |
| 2013-2014             | Valenciennes FC       | Ligue 1               | 20          | 1           | 1               | 0               | 1                 | 0                 | 22    | 1     |
| 2014-2015             | Valenciennes FC       | Ligue 2               | -           | -           | -               | -               | -                 | -                 | 0     | 0     |
| 2017-2018             | NK Krško              | Prva liga             | 8           | 0           | -               | -               | -                 | -                 | 8     | 0     |
| 2018-2019             | NK Krško              | Prva liga             | 31          | 5           | 3               | 1               | -                 | -                 | 34    | 6     |
| 2019-2020             | NK Domžale            | Prva liga             | 2           | 0           | 0               | 0               | -                 | -                 | 2     | 0     |
| Total sur la carrière | Total sur la carrière | Total sur la carrière | 65          | 6           | 5               | 1               | 3                 | 0                 | 73    | 7     |